# Calil Kairalla Farhat
Calil Kairalla Farhat (Fernando Prestes, 7 de novembro de 1935 – São Paulo, 8 de setembro de 2010) foi um médico, pesquisador e professor universitário brasileiro. 
Foi um dos coordenadores de campo do Plano Piloto de Vacinação contra a Poliomielite, elaborado e coordenado por Albert Sabin. Foram vacinadas 17.000 crianças da região de Santo Amaro com a vacina Sabin, o que representou o início da aplicação desta vacina no Brasil. Foi professor da Faculdade de Ciências Médicas da Santa Casa de São Paulo, da Universidade Federal de São Paulo e médico infectologista do Instituto de Infectologia Emílio Ribas na capital paulista. Era membro titular da Academia Brasileira de Pediatria e livre docente pela Escola Paulista de Medicina.

## Biografia
Calil nasceu na cidade paulista de Fernando Prestes, em 1975. Era filho de Jacob Kairalla Farhat e Wadiha Mussallam Farhat, imigrantes sírios. Fez o curso fundamental em sua cidade, mas concluiu o ensino médio no Colégio Bandeirantes em São Paulo (1947 a 1953). Ingressou na Escola Paulista de Medicina (EPM) em 1954, tendo colado grau em 17 de dezembro de 1959. De janeiro de 1960 a dezembro de 1966, foi assistente voluntário da Clínica Pediátrica da Escola Paulista de Medicina.
Por 20 anos, trabalhou em ambulatórios, pronto-socorros e enfermarias dos hospitais-escola da Universidade Federal de São Paulo e da Universidade de São Paulo. Professor titular da Escola Paulista de Medicina, coordenou e liderou projetos de pesquisa relacionados a antibióticos, vacinas contra o influenza, tem sido laureado por pesquisas de interesse universal. Seu trabalho sobre a vacinação de gestantes contra meningococos A e C e a passagem de anticorpos para o recém-nascido foi premiado pelo Centro de Controle e Prevenção de Doenças, em Atlanta. Fez trabalhos pioneiros no tratamento de sepse e meningite purulenta.
Seu trabalho sobre a disseminação da varíola e sua experiência pessoal trabalhando no Hospital Emílio Ribas, ajudou a definir o calendário de vacinação contra a varíola para o sexto mês de vida, ao invés de um ano. Foi membro da Comissão Permanente de Assessoramento em Imunizações da Secretaria de Saúde do Estado de São Paulo, desde sua criação, em maio de 1987.
Organizou colocou em funcionamento no Brasil os primeiros Cursos de pós-graduação de Infectologia Pediátrica e de Imunizações. Fundou a Disciplina de Infectologia Pediátrica da Unifesp, a primeira do país. Autor de 145 capítulos de livros, publicou mais de 170 artigos em periódiso nacionais e internacionais, tendo orientado 19 dissertações de mestrado e 12 teses de doutorado. Foi autor de vários livros de infectologia pediátrica e imunização.

## Morte
Calil morreu em 8 de setembro de 2010, em São Paulo, aos 74 anos. Foi velado no Salão Nobre da Universidade Federal de São Paulo (UNIFESP) e sepultado no Cemitério de Congonhas, no Jardim Marajoara.

## Publicações
- Fundamentos e Prática. 5. ed. São Paulo: Atheneu, 2008. v. 1. 566p.
- Infectologia Pediátrica. 3. ed. São Paulo: Atheneu, 2007. v. 1. 1136p.
- Vacinas e Vacinação - Guia Prático. São Paulo: Soriak, 2005. v. 1. 272p.
- Infectologia Clínica Pediátrica. 7. ed. México: Mc Grow Hill, 2004. 1142p.
- Imunizações - Fundamentos e Prática. 4. ed. São Paulo: Livraria Atheneu Editora, 2000. v. 1. 635p.
- Infectologia Pediátrica. 2. ed. São Paulo: Livraria Atheneu Editora, 1999. v. 1. 738p.
- Vacinas - Guia de Referência. 1. ed. Editora de Publicações Biomédicas (EPUB), 1999. v. 1. 90p.
- Terapêutica e Prática Pediátrica. São Paulo: Atheneu, 1996. v. 1.
- Sinopse de Pediatria - Infectologia. 3. ed. Rio de Janeiro: Cultura Médica, 1995. v. 1. 261p.
- Infectologia Pediátrica. 1. ed. São Paulo: Livraria Atheneu Editora, 1994. v. 1. 617p.
- Infecções Perinatais. 2. ed. São Paulo: Livraria Editora Atheneu, 1992. v. 1. 427p.
- Cadernos de Terapêutica em Pediatria - Infectologia. 2. ed. Rio de Janeiro: Cultura Médica, 1990. v. 1. 165p.
- Fundamentos e Prática das Imunizações em Clínica Médica e Pediatria. 3. ed. Rio de Janeiro: Livraria Atheneu Editora, 1989. v. 1. 610p.
- Cadernos de Terapêutica em Pediatria - Infectologia. 1. ed. Rio de Janeiro: Cultura Médica, 1989. v. 1.
- Infecções e Parasitoses em Pediatria. 1. ed. São Paulo: Harbra, 1988. v. 1. 586p.
- Norma do Programa de Imunização - Centro de Vigilância Epidemiológica. São Paulo: Secretaria de Saúde do Estado de São Paulo, 1988.
- Clínica Pediátrica. 14. ed. Rio de Janeiro: Guanabara, 1987.
- Pediatria - Diagnóstico + Tratamento. 4. ed. São Paulo: Sarvier, 1987.
- Infecções Perinatais. 1. ed. Rio de Janeiro: Livraria Atheneu, 1985. v. 1.
- Fundamentos e Prática das Imunizações em Clínica Médica e Pediatria. 2. ed. Rio de Janeiro: Atheneu, 1985. v. 1. 656p.
- Fundamentos e Prática das Imunizações. 1. ed. São Paulo: Medisa, 1980. v. 1. 807p.